# NGC 7831
NGC 7831 este o galaxie situată în constelația Andromeda. A fost descoperită în 20 septembrie 1885 de către Lewis A. Swift. Se află la o distanță de 75,16 de megaparseci de Pământ.